# Fibrato vettoriale essenzialmente finito
In matematica, un fibrato vettoriale essenzialmente finito è un particolare tipo di fibrato vettoriale definito da Madhav Nori, come lo strumento principale nella costruzione dello schema in gruppi fondamentale. Anche se la definizione non è intuitiva, esiste una bella caratterizzazione che rende i fibrati vettoriali essenzialmente finiti oggetti del tutto naturali da studiare in geometria algebrica. La seguente nozione di fibrato vettoriale finito è dovuta ad André Weil ed è necessaria per definire i fibrati vettoriali essenzialmente finiti.

## Fibrati vettoriali finiti
Sia {\displaystyle X} uno schema e {\displaystyle V} un fibrato vettoriale su {\displaystyle X}. Dato un polinomio {\displaystyle f=a_{0}+a_{1}x+\ldots +a_{n}x^{n}\in \mathbb {Z} _{\geq 0}[x]} con coefficienti non negativi si definisce
{\displaystyle f(V):={\mathcal {O}}_{X}^{\oplus a_{0}}\oplus V^{\oplus a_{1}}\oplus \left(V^{\otimes 2}\right)^{\oplus a_{2}}\oplus \ldots \oplus \left(V^{\otimes n}\right)^{\oplus a_{n}}.}
Quindi {\displaystyle V} si dice finito se esistono due polinomi distinti {\displaystyle f,g\in \mathbb {Z} _{\geq 0}[x]} per cui {\displaystyle f(V)} è isomorfo a {\displaystyle g(V)}.

## Definizione
Le due definizioni seguenti coincidono quando {\displaystyle X} è uno schema ridotto, connesso e proprio su un campo perfetto.

### La definizione secondo Borne e Vistoli
Un fibrato vettoriale si dice essenzialmente finito se è il nucleo di un morfismo {\displaystyle u\colon F_{1}\to F_{2}} dove {\displaystyle F_{1},F_{2}} sono fibrati vettoriali finiti secondo la definizione precedente.

### La definizione originale di Nori
Un fibrato vettoriale è essenzialmente finito se è un sottoquoziente di un fibrato vettoriale finito nella categoria dei fibrati vettoriali Nori-semistabili.

## Proprietà
- Sia {\displaystyle X} uno schema ridotto e connesso su un campo perfetto {\displaystyle k} dotato di una sezione {\displaystyle x\in X(k)}. Un fibrato vettoriale {\displaystyle V} su {\displaystyle X} è essenzialmente finito se e solo se esiste uno schema in gruppi finito {\displaystyle G} su {\displaystyle k} e un {\displaystyle G}-torsore {\displaystyle p\colon P\to X} che banalizza {\displaystyle V} (cioè {\displaystyle p^{*}(V)\cong O_{P}^{\oplus r}}, dove {\displaystyle r=\mathrm {rk} (V)}).
- Quando {\displaystyle X} è uno schema ridotto, connesso e proprio su un campo perfetto con un punto {\displaystyle x\in X(k)} allora la categoria {\displaystyle EF(X)} dei fibrati vettoriali essenzialmente finiti dotati del consueto prodotto tensoriale {\displaystyle \otimes _{{\mathcal {O}}_{X}}}, l'oggetto banale {\displaystyle {\mathcal {O}}_{X}} e il funtore fibra {\displaystyle x^{*}} forma una categoria tannakiana.
- Lo schema in gruppi affine {\displaystyle \pi _{1}(X,x)} su {\displaystyle k} naturalmente associato alla categoria tannakiana {\displaystyle EF(X)} è chiamato schema in gruppi fondamentale.